# 沼田曜一
沼田 曜一（ぬまた よういち、1924年〈大正13年〉7月19日 - 2006年〈平成18年〉4月29日）は、日本の俳優。本名：美甘 正晴（みかも まさはる）。岡山県真庭郡湯原村出身。

## 来歴
1941年（昭和16年）、東京府立第六中学校卒業。日本大学専門部映画科中退。同期生には映画科に小沢茂弘、演劇科に三木のり平がいた。1946年（昭和21年）、NHK大阪放送劇団研究生となり、1947年（昭和22年）、東横映画に入社。1950年に大ヒットした『日本戦歿学生の手記 きけ、わだつみの声』で性格温情で清廉な学徒士官役を演じて注目を浴びる。
1953年（昭和28年）、新東宝に移籍。丹波哲郎・天知茂らと新東宝で長く活躍した。1950年代の新東宝映画には大抵顔を出している。1959年（昭和34年）に『闘争の広場』に主演し、1960年（昭和35年）には『スパイと貞操』に主演した。
新東宝倒産後はフリーとなる。主に悪役として活躍する傍ら、民話の語り部としても活動した。1984年（昭和59年）、『沼田曜一語りの世界「愛の哀の人間ばなし」』での成果が評価され、第39回芸術祭優秀賞を受賞する。
2006年（平成18年）4月29日、心不全のため埼玉県所沢市の自宅で死去。81歳だった。

## 人物
前述の丹波哲郎・天知茂や宇津井健・高島忠夫・三ツ矢歌子・大空真弓・池内淳子・菅原文太らと新東宝を支えたスターの一人だったが、彼らが新東宝倒産後に他の映画製作会社やテレビドラマで成功したのに比べると、沼田は彼らほどの成功を得ることはなかった（新東宝時代は悪役が多かったとはいえ、天知もかなり悪役が多く、丹波などはほとんど悪役である）。丹波哲郎は「沼田はいい俳優だったが、酒癖が悪くてキャリアをフイにした」という趣旨のコメントを残している。晩年は映像よりも民話の語り部として知られていており、この業績によって俳優時代には得られなかった栄冠（文化庁芸術祭優秀賞）に輝いた。
新東宝の映画は、昭和50年代以降、テレビの地上波で放送されることはあまりなく、ごく一部の戦争映画や怪談映画を除いてビデオ化の機会も少なかったが、2010年代以降はチャンネルNECOなどのケーブルテレビの専門チャンネルが新東宝の作品を放送しており、沼田の若い頃の姿を見ることもできるようになった。天知と共演した映画『地獄』（1960年）や、テレビの特撮作品および時代劇などで不気味な悪役を多く演じていたことから、晩年は「怪優」としても知られるようになっていた。晩年にはホラー映画『リング』などへの出演が知られている。
ピアニストの奈良希愛と親戚関係である。

## 著書ほか
- 「あずきまんまの歌」平凡社、1976年
- 「愛と哀しみの民話劇場」蒼洋社、1979年
- 「愛と哀の人間ばなし」蒼洋社、1981年
- 「民話劇場」全3巻、立風書房、1987-88年
- 「現代の語り部 沼田曜一　民話の世界」

写真・上條勝弘、文・神津良子、郷土出版社、1984年

## 主な出演

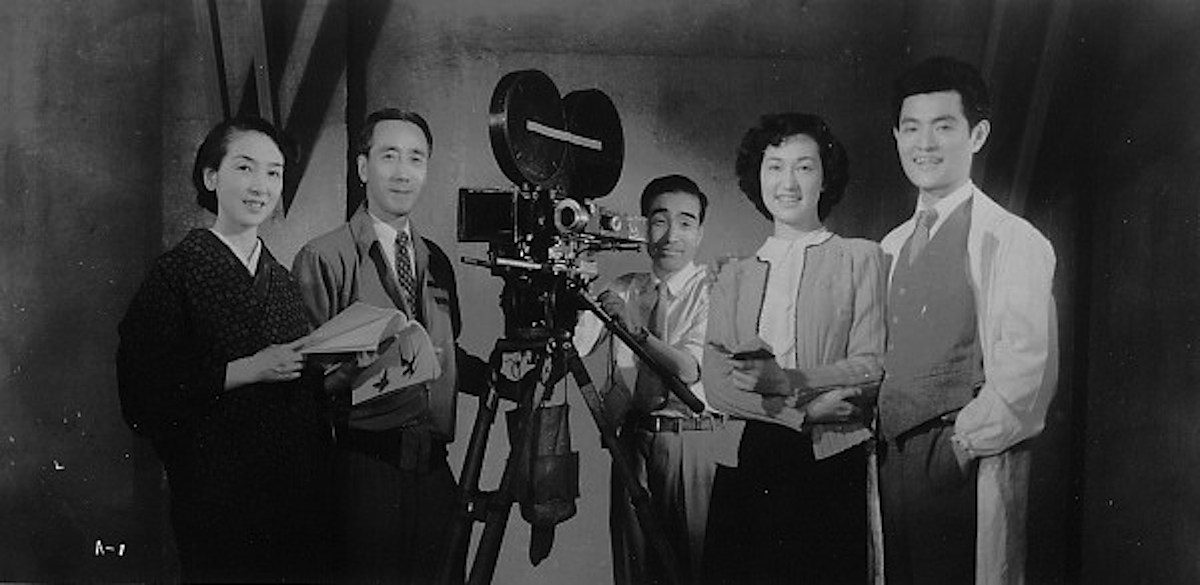
1951年新東宝製作『わかれ雲』スタジオスチル（右端が沼田）

### 映画
- 獄門島（1949年、東横映画） - 鬼頭千万太
- 日本戦歿学生の手記 きけ、わだつみの声（1950年、東横映画） - 牧見習士官
- レ・ミゼラブル あゝ無情 第一部 神と悪魔（1950年、東横映画） - 村上
- レ・ミゼラブル あゝ無情 第二部 愛と自由の旗（1950年、東横映画） - 村上
- 風にそよぐ葦（1951年、東横映画） - 葦沢邦男
- わかれ雲（1951年、新東宝） - 南猛
- 嵐の中の母（1952年、東映） - 尾形圭一
- 真空地帯  (1952年、新星/北星)
- 雲ながるる果てに（1953年、松竹） - 笠原中尉
- 刺青殺人事件（1953年、新東宝） - 松下研三
- 関八州勢揃い（1954年、新東宝） - 火の玉小僧新助
- 日本敗れず（1954年、新東宝） - 竹田中佐
- 鞍馬天狗 疾風八百八町（1954年、宝塚映画） - 若杉弥十郎
- 王将一代（1955年、新東宝） - 森川八段
- 人間魚雷回天（1955年、新東宝） - 関屋中尉
- 新妻鏡（1956年、新東宝） - 大木喜一
- 女競輪王（1956年、新東宝） - 倉本信也
- 軍神山本元帥と連合艦隊（1956年、新東宝） - 内海参謀
- 明治天皇と日露大戦争（1957年、新東宝） - 伊集院中将
- 天皇・皇后と日清戦争（1958年、新東宝） - 山本少将
- スター毒殺事件（1958年、新東宝） - 黒木助監督
- 闘争の広場（1959年、新東宝） - 浜中英一
- 九十九本目の生娘（1959年、新東宝） - 弓削部宗晴
- 大虐殺（1960年、新東宝） - 憲兵大尉・甘粕正彦
- 太平洋戦争 謎の戦艦陸奥（1960年、新東宝） - 平野艦長
- 黄線地帯 イエローライン（1960年、新東宝） - 新聞社デスク
- スパイと貞操（1960年、新東宝） - 小坂憲兵少尉
- 地獄（1960年、新東宝） - 田村
- 激闘の地平線（1960年、新東宝） - 清原三尉
- まぼろし探偵 恐怖の宇宙人（1960年、新東宝） - 富士警部
- まぼろし探偵 幽霊塔の大魔術団（1960年、新東宝）  - 富士警部
- 怪猫お玉が池（英語版）（1960年、新東宝）
- 恋愛ズバリ講座（1961年、新東宝） - 役人
- 風流滑稽譚 仙人部落（1961年、新東宝） - 内木天兵
- 湯の街姉妹（1961年、新東宝） - 白石
- 名もなく貧しく美しく（1961年、東宝） - 弘一
- 嫉妬（1962年、大映） - 堀井刑事
- 黄金バット （1966年、東映） - ケロイド
- 続 浪曲子守唄 （1967年、東映） - 戸川
- 侠骨一代（1967年、東映） - 黒川
- 怪猫呪いの沼（1968年、東映） - 寅吉
- 緋牡丹博徒シリーズ（東映）
  - 緋牡丹博徒（1968年） - 蛇政
  - 緋牡丹博徒 お竜参上（1970年） - 二保の順吉
  - 緋牡丹博徒 お命戴きます（1971年） - 久保猪之助
- 謝国権「愛」より （秘）性と生活（1969年、東映） - 正岡兼次
- 不良番長 猪の鹿お蝶（1969年、東映） - 椎名金吾
- 妖艶毒婦伝 お勝兇状旅（1969年、東映） - 沖野大膳
- 昭和残侠伝 人斬り唐獅子（1969年、東映） - 沼田
- 関東テキヤ一家シリーズ（東映）
  - 関東テキヤ一家 喧嘩仁義（1970年） - 瀬川
  - 関東テキヤ一家 浅草の代紋（1971年） - 赤岩泰治
- 舶来仁義 カポネの舎弟（1970年、東映） - 飛田洋次
- 極道兇状旅（1970年、東映） - 浅沼良助
- 昭和残俠伝 吠えろ唐獅子（1971、東映）
- 日本悪人伝（1971年、東映） - ピス政
- 男の代紋（1972年、東映） - 田島秀次
- 人生劇場 青春・愛欲・残侠篇（1972年、松竹） - 遊人風の客
- 女囚701号 さそり（1972年、東映） - 曽我
- 緋ぢりめん博徒（1972年、東映）
- 昭和残侠伝 破れ傘（1972年、東映） - 河野刑事
- 必殺仕掛人 梅安蟻地獄（1973年、松竹） - 山田
- 忘八武士道 さ無頼（1974年、東映） - 無明炎蔵
- 華麗なる追跡（1975年、東映） - 本屋敷義一
- 強盗放火殺人囚（1975年、東映） - 村本清
- 天平の甍（1980年、東宝） - 張警備隊長
- 深い河（1995年、東宝） - 木口
- リング（1998年、東宝） - 山村敬
- リング2（1999年、東宝） - 山村敬
- 修羅雪姫（2001年、東京テアトル） - 空暇

### テレビドラマ
- キンピラ先生青春記（1957年、KR） - キンピラ先生
- 松本清張シリーズ・黒い断層 / 草（1961年、TBS）
- 無法松の一生（1962年、CX） - 吉岡小太郎
- 松本清張シリーズ・黒の組曲 / 張込み（1962年、NHK） - 柚木刑事
- 大河ドラマ（NHK）
  - 花の生涯（1963年） - 佐野竹之助
  - 新選組! （2004年） - 滝本繁蔵
- 特別機動捜査隊（東映 / NET）
  - 第165話「失われた心」（1964年）
  - 第202話「栄光」（1965年）
  - 第259話「その結婚に異義あり」（1966年） - 菊池刑事
  - 第284話「こどもの暦」（1967年） - 伊沢
  - 第498話「女の縮図」（1971年） - 石狩
  - 第731話「昭和枯れすすき」（1975年） - 木島
- ザ・ガードマン（大映テレビ室 / TBS）
  - 第3話「黒いアスファルト」（1965年）
  - 第34話「ダイヤモンド作戦」（1965年）
  - 第50話「逃亡と裏切り」（1966年）
  - 第177話「死神から逃げまくれ」（1968年）
  - 第227話「怪談・霧の夜に殺人鬼が笑う」（1969年）
  - 第277話「銀行ギャングのふるさとは墓場」（1970年）
- 素浪人 月影兵庫 第3話「白い雲が呼んでいた」（1965年、東映 / NET） - 赤座甚十郎
- ウルトラQ 第16話「ガラモンの逆襲」（1966年、円谷プロ / TBS） - トラック運転手・牛山
- 銭形平次（東映 / CX） 
  - 第34話「美しき標的」（1966年） - 亀松
  - 第134話「唐人服の男」（1968年） - 大須賀十兵ヱ
  - 第181話「女ふたり」（1969年） - 伊助
- 新吾十番勝負（1966年 - 1967年、TBS）- 源太
- 神州天馬侠（1967年、TBS）- 和田呂宋兵衛
- マイティジャック 第13話「怪飛行船作戦」（1968年、円谷プロ / CX） - Qの首領
- 風 第22話「狙われた雛人形」（1968年、松竹 / TBS） - 神谷半兵衛
- ローンウルフ 一匹狼 第25話「狂犬の罠」（1968年、東映 / NTV）
- 37階の男 第3話「バラ色の死」（1968年、東宝 / NTV）
- プロファイター 第6話「夜に舞う女」（1969年、宝塚映画 / NTV）
- プレイガールシリーズ（東映 / 12ch）
  - プレイガール
    - 第5話「命知らずの女ども」（1969年）
    - 第162話「おとこ泣かせ裸のヴィーナス」（1972年） - 岩田

  - プレイガールQ
    - 第8話「現代オカルト美女仕掛人」(1974年） - 上原牧師
    - 第18話「可愛い天使は裸で消えた!!」(1975年） - レコード会社々長
- 鞍馬天狗（1969年、NHK） - 平井勘兵衛
- フラワーアクション009ノ1 第12話「バカンスは危険がいっぱい」（1969年、東映 / CX） - ダークシンジケートのボス
- ゴールドアイ 第14話「大細菌島」（1970年、東映 / NTV）
- 江戸川乱歩シリーズ 明智小五郎 第6話「吸血鬼」（1970年、東映 / 12ch）
- 大岡越前（TBS / C.A.L） 
  - 第1部 第22話「黒い罠」（1970年8月10日） - 伝七
  - 第2部 第20話「若様誘拐事件」（1971年9月27日） - 太兵衛
- 新三匹の侍 第10話「決闘三対三」（1970年、CX / 松竹） - 高島徹次郎
- 水戸黄門（C.A.L / TBS）
  - 第1部 第30話「上州からっ風 -前橋-」（1969年2月23日）） - 秀五郎
  - 第2部 第22話「怒れ!格さん -垂井-」（1971年2月22日） - 大垣藩垂井宿役人・森
  - 第3部 第21話「母恋巡礼 -岩国-」（1972年4月17日） - 西沢伊十郎
  - 第4部 第7話「消えた雛人形 -新発田-」（1973年3月5日） - 次席家老・赤根玄蕃
  - 第5部 第3話「命をかけた友情 -塩山-」（1974年4月15日） - 滝川大膳
  - 第7部 第12話「忘れてしまった仇討ち -大館-」（1976年8月9日） - 伊庭仙十郎
  - 第30部 第5話「謎の河童の恩返し -遠野-」（2002年2月4日） - 弥平
- 大江戸捜査網（日活〜三船プロ / 12ch）
  - 第38話「人情親子草子」（1971年）
  - 第72話「太陽に背いた男」（1972年） - 強請屋の浪人
  - 第121話「無礼討ち返上」（1974年） - 久世重四郎
  - 第125話「仇討ち無情」（1974年） - 佐竹三太夫
  - 第206話「流転の女」（1975年） - 柏原外記
  - 第216話「音次郎心中未遂」（1975年） - 松澤左京亮
  - 第240話「涙の操り人形」（1976年） - 加納主膳
  - 第306話「懐剣返上! 涙の対決」（1977年） - 伊助
  - 第343話「泥沼に咲いた女郎花」（1978年） - 沢井京之助
  - 第378話「怪盗組織の罠を暴け」（1979年） - 黒崎典膳
- 遠山の金さん捕物帳（東映 / NET）
  - 第55話「血まみれの女」（1971年） - よろづや仙造
  - 第154話「熊さんを泣かせた女」（1973年） - 源次郎
- 千葉周作 剣道まっしぐら 第26話「馬上の対決」（1971年、TBS）- 丸目典膳
- 大忠臣蔵 第33話「山科の別れ」（1971年、三船プロ / NET） - 島崎
- 清水次郎長 第19話「俺が惚れたでよ!」（1971年、CX / 東映・タケワキプロ）　- 帝釈天の権太
- おらんだ左近事件帖 第15話「その夜の男」（1972年、東宝 / CX） - 諸岡九十郎
- ミラーマン 第17話「罠におちたミラーマン」（1972年、円谷プロ / CX） - 刑事
- 怪談 第6回「累ヶ渕」（1972年、MBS） - 新左衛門
- 変身忍者 嵐（1972年 - 1973年、東映 / MBS） - 悪魔道人
- 太陽にほえろ! （東宝 / NTV）
  - 第34話「想い出だけが残った」（1973年） - 竜神会幹部・神山
  - 第159話「海のテキサス」（1975年） - 船長
- 長谷川伸シリーズ 第20話「髭題目の政」（1973年、東映 / NET）
- 旅人 異三郎 第23話「友禅模様に父の幻を見た」（1973年、三船プロ / 12ch）
- 伝七捕物帳
  - 第12話「ご赦免花の咲く日まで」（1973年、ユニオン映画 / NTV） - 西海屋
  - 第74話「嘘と真実は紙ひとえ」 （1975年、NTV）-伊勢屋
  - 第106話「文治一番手柄」（1976年、NTV） - 紀州屋
  - 第110話「父と呼ばれて15年」（1976、NTV）- 富蔵
  - 第120話「子は宝情の折檻」（1976年、NTV）- 五島屋
- 子連れ狼 第2部 第7話「狼来たりなば」（1974年、ユニオン映画 / NTV） - 松井源太左衛門
- 仮面ライダーX 第15話「ゴッド秘密基地! Xライダー潜入す!!」（1974年、東映 / MBS） - 紳士風の老人 / 死神クロノスの声
- ぶらり信兵衛 道場破り 第46話「鍔鳴り浪人」（1974年、東映 / CX）
- 破れ傘刀舟 悪人狩り（三船プロ / NET）
  - 第30話「ささやいた死美人」（1975年） - 西前監物
  - 第49話「火刑台の魔女」（1975年） - 保科甚内
  - 第105話「闇の中に鈴が鳴る」（1976年） - 生沢刑部
  - 第116話「炎のきずあと」（1976年） - 本田刑部
- 江戸を斬るII 第15話「めで鯛八五郎」（1976年2月16日、TBS / C.A.L） - 武井亮之助
- 必殺仕置屋稼業 第28話「一筆啓上崩壊が見えた」（1976年、松竹 / ABC） - 伊蔵
- 痛快! 河内山宗俊 第19話「見果てぬ夢の宝の山」（1976年、勝プロ / CX） - 垣内忠左衛門
- お耳役秘帳 第8話「俺がやらなきゃ誰がやる」（1976年、KTV） - 赤井順洞
- 遠山の金さん 杉良太郎版（NET/東映）
  - 第40話「嵐の中に立つ姉妹」（1976年）-  濱田屋十兵衛
  - 第86話「逆恨み」（1977年） -水戸浪人 石堂兵馬
- 隠し目付参上 第17話「南蛮からくり 大怪盗の大逆転か!」（1976年、三船プロ / MBS） - 坂本主膳
- 夫婦旅日記 さらば浪人 第20話「神かくしの村」（1976年、勝プロ / CX）
- 新・座頭市 第1シリーズ 第8話「雨の女郎花」（1976年、勝プロ / CX） - 藤三郎
- 破れ奉行（三船プロ / ANB）
  - 第3話「無情!人斬り河岸」（1977年） - 梶山主膳
  - 第19話「怨花・夜霧のお竜」（1977年） - 関根監物
- 新・必殺仕置人 第23話「訴訟無用」（1977年、ANB） - 伝次
- 桃太郎侍（東映 / NTV）
  - 第29話「ふるさとは遠かった」（1977年） - 黒蛇の久造
  - 第99話「引越して来たスゴい奴」（1978年） - 戸倉外記
- ドラマ人間模様（NHK）
  - 事件（1978年） - 清川民蔵
  - 新 夢千代日記（1984年） - 井上医師
- 達磨大助事件帳 第26話「夕陽の渡り鳥」（1978年、前進座 / 国際放映 / ANB） - 佐平
- 吉宗評判記 暴れん坊将軍 第25話「素破！天下の一大事」（1978年、ANB / 東映） - 夜嵐の銀蔵
- 裸の大将放浪記 第3話「人の心は顔ではわからないので」（1980年、KTV / 東阪企画） - 狼の刑事
- われら動物家族（1981年 - 1982年、TBS / 木下プロ） - 木島勝蔵
- 立花登 青春手控え 第3話「返り花」（1982年、NHK）
- ザ・サスペンス / べんり屋平さん事件簿（1983年、TBS）
- 今朝の秋（1987年10月24日、NHK）- 病院の医師・東宮
- 銀河テレビ小説（NHK）
  - 総務部総務課山口六平太 第3話（1988年） - 横山工場長
- 火曜サスペンス劇場 / 監察医・室生亜季子（16） 夕映えの女』（1994年、東映 / NTV） - 花井伍市
- 連続テレビ小説 / さくら（2002年、NHK） - 徳富静山（書道の先生）

### バラエティ番組
- すてきな出逢い いい朝8時（TBS系）
- クイズ面白ゼミナール（NHK総合）
- おはようワイド・土曜の朝に（テレビ朝日系）
- 11PM（日本テレビ）
- 遠くへ行きたい（日本テレビ系）
- ハイ!土曜日です（関西テレビ）
- ワイドショー・プラスα（朝日放送）

### ラジオ
- 沼田曜一の日産ふるさと人間ばなし（ニッポン放送・NRN）